# Сент-Андру (Барбадос)
Сент-Андру (англ. Saint-Andrew) — приход в северо-восточной части Барбадоса. Сент-Андру — одна из самых нетронутых частей острова из-за того, что он состоит из зеленых холмов, на юге прихода находится самая высокая естественная возвышенность в стране — гора Хиллаби, высотой 336 м.
Приход назван в честь покровителя острова, Святого Андрея.
В колониальные годы британцы думали, что этот район напоминает холмы и поля Шотландии. Это привело к тому, что часть прихода получила прозвище «Шотландский округ». В 1990-х годах правительство предложило разместить на территории округа свалку. Однако из-за хрупкой окружающей среды Сент-Эндрю и возможности эрозии почвы в будущем, свалка так и не была создана.
Сент-Андру расположен на восточном побережье Барбадоса, где Атлантический океан более неспокойный. В рамках усилий Барбадоса по сохранению окружающей среды в округе также находится несколько природных заповедников, в том числе Лес Тернер-Холл.